# 소림오조
《소림오조》(중국어: 少林五祖)/(영어: The New Legend of Shaolin)는 1994년에 개봉된 홍콩 영화이다.

## 출연진
- 이연걸 - 홍희관 역
- 구숙정 - 홍두 역

## 한국판 성우진(MBC)
- 안지환 - 홍의관(이연걸)
- 박선영 - 홍두낭자(구숙정)
- 이미자 - 주소천(엽덕한)
- 엄현정 - 문정(사묘)
- 박지훈 - 마대선(진송용)
- 표영재 - 마영아(계춘화)
- 이도련
- 김강산
- 윤성혜
- 이철용
- 김민성
- 오주연
- 고성일
- 김서영
- 배정민
- 최한
- 방성준
- 이원찬

## 한국판 성우진(SBS)
- 홍성헌 - 홍사부(이연걸)
- 박영희 - 홍두(구숙정)
- 이미자 - 홍문정(사묘)
- 임수아 - 홍두의 엄마(엽덕한)
- 김용식 - 마대인(진송용) / 총교주(정소추)
- 이선호 - 마대인의 아들(부패)
- 한인숙 - 방대홍(전패)
- 신흥철 - 스님(손건남)
- 이호인 - 계파대사(저가량) / 암살자(유송인)
- 최문자 - 마대인의 아들의 친구(관붕)
- 정옥주 - 마대인의 아들의 친구(이병뢰)
- 최병상 - 마영아(계춘화)
- 김혜미 - 마대인의 아들의 친구(황봉영)
- 박규웅 - 대인(왕용위)
- 김소형 - 방대홍의 아버지(왕정)